# Бреде Гангеланд
Бреде Гангеланн (норв. Brede Hangeland, нар. 20 червня 1981, Х'юстон) — норвезький футболіст, захисник національної збірної Норвегії.

## Клубна кар'єра
Народився 20 червня 1981 року в місті Г'юстон (Техас, США) в родині норвезького працівника нафтової галузі, що саме працював у США за дворічним контрактом. Немовлям повернувся на батьківщину батьків, зростав у Ставангері. Вихованець футбольної школи клубу «Відар».
У дорослому футболі дебютував 2000 року виступами за команду клубу «Вікінг», в якій провів п'ять сезонів, взявши участь у 114 матчах чемпіонату. Більшість часу, проведеного у складі «Вікінга», був основним гравцем захисту команди. За цей час виборов титул володаря Кубка Норвегії.
Своєю грою за цю команду привернув увагу представників тренерського штабу данського клубу «Копенгаген», до складу якого приєднався 2006 року. Відіграв за команду з Копенгагена наступні два сезони своєї ігрової кар'єри. Граючи у складі «Копенгагена» також здебільшого виходив на поле в основному складі команди. За цей час додав до переліку своїх трофеїв два титули чемпіона Данії.
До складу англійського «Фулхема» приєднався 2008 року. Наразі встиг відіграти за лондонський клуб 166 матчів в національному чемпіонаті.

## Виступи за збірні
Протягом 2001–2003 років залучався до складу молодіжної збірної Норвегії. На молодіжному рівні зіграв у 12 офіційних матчах.
2002 року дебютував в офіційних матчах у складі національної збірної Норвегії. За деякий час габаритний центральний захисник став капітаном національної команди. Наразі провів у формі головної команди країни 81 матч, забивши 4 голи.
| Дата       | Місто              | Господарі            | Результат | Гості                | Турнір            | Голи | Примітки |
| ---------- | ------------------ | -------------------- | --------- | -------------------- | ----------------- | ---- | -------- |
| 20/11/2002 | Відень             | Австрія              | 0 – 1     | Норвегія             | товариський матч  | -    |          |
| 26/01/2003 | Шарджа             | ОАЕ                  | 1 – 1     | Норвегія             | товариський матч  | -    |          |
| 28/01/2003 | Маскат             | Оман                 | 1 – 2     | Норвегія             | товариський матч  | -    |          |
| 12/02/2003 | Іракліон           | Греція               | 1 – 0     | Норвегія             | товариський матч  | -    |          |
| 30/04/2003 | Дублін             | Ірландія             | 1 – 0     | Норвегія             | товариський матч  | -    |          |
| 20/08/2003 | Осло               | Норвегія             | 0 – 0     | Шотландія            | товариський матч  | -    |          |
| 06/09/2003 | Зеніца             | Боснія і Герцеговина | 1 – 0     | Норвегія             | Відбір до ЧЄ 2004 | -    |          |
| 10/09/2003 | Осло               | Норвегія             | 0 – 1     | Португалія           | товариський матч  | -    |          |
| 22/01/2004 | Гонконг            | Швеція               | 0 – 3     | Норвегія             | товариський матч  | -    |          |
| 25/01/2004 | Гонконг            | Гондурас             | 1 – 3     | Норвегія             | товариський матч  | -    |          |
| 28/01/2004 | Сінгапур           | Сінгапур             | 2 – 5     | Норвегія             | товариський матч  | -    |          |
| 18/02/2004 | Белфаст            | Північна Ірландія    | 1 – 4     | Норвегія             | товариський матч  | -    |          |
| 28/04/2004 | Осло               | Норвегія             | 3 – 2     | Росія                | товариський матч  | -    |          |
| 16/11/2004 | Лондон             | Австралія            | 2 – 2     | Норвегія             | товариський матч  | -    |          |
| 20/04/2005 | Таллінн            | Естонія              | 1 – 2     | Норвегія             | товариський матч  | -    |          |
| 24/05/2005 | Осло               | Норвегія             | 1 – 0     | Коста-Рика           | товариський матч  | -    |          |
| 08/06/2005 | Стокгольм          | Швеція               | 2 – 3     | Норвегія             | товариський матч  | -    |          |
| 08/10/2005 | Осло               | Норвегія             | 1 – 0     | Молдова              | Відбір до ЧС 2006 | -    |          |
| 12/10/2005 | Мінськ             | Білорусь             | 0 – 1     | Норвегія             | Відбір до ЧС 2006 | -    |          |
| 12/11/2005 | Осло               | Норвегія             | 0 – 1     | Чехія                | Відбір до ЧС 2006 | -    |          |
| 16/11/2005 | Прага              | Чехія                | 1 – 0     | Норвегія             | Відбір до ЧС 2006 | -    |          |
| 25/01/2006 | Сан-Франциско      | Мексика              | 2 – 1     | Норвегія             | товариський матч  | -    |          |
| 29/01/2006 | Лос-Анджелес       | США                  | 5 – 0     | Норвегія             | товариський матч  | -    |          |
| 01/03/2006 | Дакар              | Сенегал              | 2 – 1     | Норвегія             | товариський матч  | -    |          |
| 24/05/2006 | Осло               | Норвегія             | 2 – 2     | Парагвай             | товариський матч  | -    |          |
| 01/06/2006 | Осло               | Норвегія             | 0 – 0     | Південна Корея       | товариський матч  | -    |          |
| 16/08/2006 | Осло               | Норвегія             | 1 – 1     | Бразилія             | товариський матч  | -    |          |
| 02/09/2006 | Будапешт           | Угорщина             | 1 – 4     | Норвегія             | Відбір до ЧЄ 2008 | -    |          |
| 06/09/2006 | Осло               | Норвегія             | 2 – 0     | Молдова              | Відбір до ЧЄ 2008 | -    |          |
| 07/10/2006 | Афіни              | Греція               | 1 – 0     | Норвегія             | Відбір до ЧЄ 2008 | -    |          |
| 07/02/2007 | Рієка              | Хорватія             | 2 – 1     | Норвегія             | товариський матч  | -    |          |
| 24/03/2007 | Осло               | Норвегія             | 1 – 2     | Боснія і Герцеговина | Відбір до ЧЄ 2008 | -    |          |
| 28/03/2007 | Франкфурт-на-Майні | Туреччина            | 2 – 2     | Норвегія             | Відбір до ЧЄ 2008 | -    |          |
| 02/06/2007 | Осло               | Норвегія             | 4 – 0     | Мальта               | Відбір до ЧЄ 2008 | -    |          |
| 06/06/2007 | Осло               | Норвегія             | 4 – 0     | Угорщина             | Відбір до ЧЄ 2008 | -    |          |
| 22/08/2007 | Осло               | Норвегія             | 2 – 1     | Аргентина            | товариський матч  | -    |          |
| 08/09/2007 | Кишинів            | Молдова              | 0 – 1     | Норвегія             | Відбір до ЧЄ 2008 | -    |          |
| 12/09/2007 | Осло               | Норвегія             | 2 – 2     | Греція               | Відбір до ЧЄ 2008 | -    |          |
| 17/10/2007 | Сараєво            | Боснія і Герцеговина | 0 – 2     | Норвегія             | Відбір до ЧЄ 2008 | -    |          |
| 17/11/2007 | Осло               | Норвегія             | 1 – 2     | Туреччина            | Відбір до ЧЄ 2008 | -    |          |
| 21/11/2007 | Валлетта           | Мальта               | 1 – 4     | Норвегія             | Відбір до ЧЄ 2008 | -    |          |
| 06/02/2008 | Рексем             | Уельс                | 3 – 0     | Норвегія             | товариський матч  | -    |          |
| 26/03/2008 | Подгориця          | Чорногорія           | 3 – 1     | Норвегія             | товариський матч  | -    |          |
| 28/05/2008 | Осло               | Норвегія             | 2 – 2     | Уругвай              | товариський матч  | -    |          |
| 20/08/2008 | Осло               | Норвегія             | 1 – 1     | Ірландія             | товариський матч  | -    |          |
| 06/09/2008 | Осло               | Норвегія             | 2 – 2     | Ісландія             | Відбір до ЧС 2010 | -    |          |
| 11/10/2008 | Глазго             | Шотландія            | 0 – 0     | Норвегія             | Відбір до ЧС 2010 | -    |          |
| 15/10/2008 | Осло               | Норвегія             | 0 – 1     | Нідерланди           | Відбір до ЧС 2010 | -    |          |
| 19/11/2008 | Дніпропетровськ    | Україна              | 1 – 0     | Норвегія             | товариський матч  | -    |          |
| 11/02/2009 | Дюссельдорф        | Німеччина            | 0 – 1     | Норвегія             | товариський матч  | -    |          |
| 28/03/2009 | Рустенбург         | ПАР                  | 2 – 1     | Норвегія             | товариський матч  | -    |          |
| 01/04/2009 | Осло               | Норвегія             | 3 – 2     | Фінляндія            | товариський матч  | -    |          |
| 06/06/2009 | Скоп'є             | Північна Македонія   | 0 – 0     | Норвегія             | Відбір до ЧС 2010 | -    |          |
| 12/08/2009 | Осло               | Норвегія             | 4 – 0     | Шотландія            | Відбір до ЧС 2010 | -    |          |
| 05/09/2009 | Рейк'явік          | Ісландія             | 1 – 1     | Норвегія             | Відбір до ЧС 2010 | -    |          |
| 09/09/2009 | Осло               | Норвегія             | 2 – 1     | Північна Македонія   | Відбір до ЧС 2010 | -    |          |
| 14/11/2009 | Женева             | Швейцарія            | 0 – 1     | Норвегія             | товариський матч  | -    |          |
| 03/03/2010 | Жиліна             | Словаччина           | 0 – 1     | Норвегія             | товариський матч  | -    |          |
| 29/05/2010 | Осло               | Норвегія             | 2 – 1     | Чорногорія           | товариський матч  | -    |          |
| 02/06/2010 | Осло               | Норвегія             | 0 – 1     | Україна              | товариський матч  | -    |          |
| 11/08/2010 | Осло               | Норвегія             | 2 – 1     | Франція              | товариський матч  | -    |          |
| 03/09/2010 | Рейк'явік          | Ісландія             | 1 – 2     | Норвегія             | Відбір до ЧЄ 2012 | 1    |          |
| 07/09/2010 | Осло               | Норвегія             | 1 – 0     | Португалія           | Відбір до ЧЄ 2012 | -    |          |
| 08/10/2010 | Ларнака            | Кіпр                 | 1 – 2     | Норвегія             | Відбір до ЧЄ 2012 | -    |          |
| 12/10/2010 | Загреб             | Хорватія             | 2 – 1     | Норвегія             | товариський матч  | -    |          |
| 17/11/2010 | Дублін             | Ірландія             | 1 – 2     | Норвегія             | товариський матч  | -    |          |
| 09/02/2011 | Фару               | Польща               | 1 – 0     | Норвегія             | товариський матч  | -    |          |
| 26/03/2011 | Осло               | Норвегія             | 1 – 1     | Данія                | Відбір до ЧЄ 2012 | -    |          |
| 04/06/2011 | Лісабон            | Португалія           | 1 – 0     | Норвегія             | Відбір до ЧЄ 2012 | -    |          |
| 07/06/2011 | Осло               | Норвегія             | 1 – 0     | Литва                | товариський матч  | -    |          |
| 02/09/2011 | Осло               | Норвегія             | 1 – 0     | Ісландія             | Відбір до ЧЄ 2012 | -    |          |
| 06/09/2011 | Копенгаген         | Данія                | 2 – 0     | Норвегія             | Відбір до ЧЄ 2012 | -    |          |
| 12/11/2011 | Кардіфф            | Уельс                | 4 – 1     | Норвегія             | товариський матч  | -    |          |
| 26/05/2012 | Осло               | Норвегія             | 0 – 1     | Англія               | товариський матч  | -    |          |
| 02/06/2012 | Осло               | Норвегія             | 1 – 1     | Хорватія             | товариський матч  | -    |          |
| 15/08/2012 | Осло               | Норвегія             | 2 – 3     | Греція               | товариський матч  | 1    |          |
| 07/09/2012 | Рейк'явік          | Ісландія             | 2 – 0     | Норвегія             | Відбір до ЧС 2014 | -    |          |
| 11/09/2012 | Осло               | Норвегія             | 2 – 1     | Словенія             | Відбір до ЧС 2014 | -    |          |
| 12/10/2012 | Берн               | Швейцарія            | 1 – 1     | Норвегія             | Відбір до ЧС 2014 | 1    |          |
| 16/10/2012 | Ларнака            | Кіпр                 | 1 – 3     | Норвегія             | Відбір до ЧС 2014 | 1    |          |
| 14/11/2012 | Будапешт           | Угорщина             | 0 – 2     | Норвегія             | товариський матч  | -    |          |
| Усього     |                    | Матчів               | 81        |                      | Голів             | 4    |          |

## Титули і досягнення

### Командні
- Володар Кубка Норвегії (1):

«Вікінг»: 2001
- Чемпіон Данії (2):

«Копенгаген»: 2005–06, 2006–07

### Особисті
- Норвезький футболіст року (1):

2009